# Archidium subulatum
Archidium subulatum är en bladmossart som beskrevs av C. Müller 1888. Archidium subulatum ingår i släktet Archidium och familjen Archidiaceae. Inga underarter finns listade i Catalogue of Life.